# Paradise and Back Again
Paradise and Back Again è il nono album in studio della cantante olandese Anouk, pubblicato il 21 novembre 2014.

## Tracce
1. Cold Blackhearted Golddiggers
2. She Is Beautiful
3. Daddy
4. Don't Wipe Us Out
5. Looking for Love
6. Last Goodbye
7. Some of Us
8. Wigger
9. Breath
10. Smile & Shine
11. Wish He Could See It All
12. Places to Go (traccia bonus)
13. You & I (traccia bonus)
14. Feet on the Ground (traccia bonus)

## Classifiche
| Paese            | Posizione più alta |
| ---------------- | ------------------ |
| Belgio (Fiandre) | 10                 |
| Paesi Bassi      | 1                  |